# Hoa phấn
Hoa phấn, Bông phấn, sâm ớt, yên chi hay còn gọi là hoa bốn giờ (vì nó thường nở hoa sau 4 giờ chiều) có danh pháp hai phần: Mirabilis jalapa, là một loại thực vật thân thảo trồng làm cây kiểng. Cây này xuất phát từ Peru, Nam Mỹ.

## Đặc tính
Hoa phấn có điểm lạ là một cây có thể nở hoa nhiều sắc. Hơn nữa hoa có thể đổi sắc. Ví dụ như cây bông phấn hoa vàng, khi cây đã có tuổi thì thường nở hoa sắc hồng. Loại Hoa phấn có hoa trắng thì sẽ đổi thành hoa tím. Hoa phấn có mùi thơm nhẹ.

## Trồng trọt
Bản địa của Hoa phấn là châu Nam Mỹ nhưng cây này nay có mặt khắp miền nhiệt đới và lan cả lên những vùng ôn đới. Ở những nơi có khí hậu ấm, Hoa phấn mọc quanh năm. Vùng có sương giá thì cây sẽ tàn vào mùa đông nhưng sang xuân lại đâm chồi mọc lại từ củ.
Cây Hoa phấn có thể mọc cao đến 1 m. Mỗi bông hoa của nó sẽ thụ phấn và kết trái có một hạt tròn, vỏ sần sùi, khi chín thì biến thành màu đen. Hạt rụng xuống rất dễ nảy mầm, mọc thành cây con nên Hoa phấn không khéo kiểm soát có thể mọc lan khắp vườn.

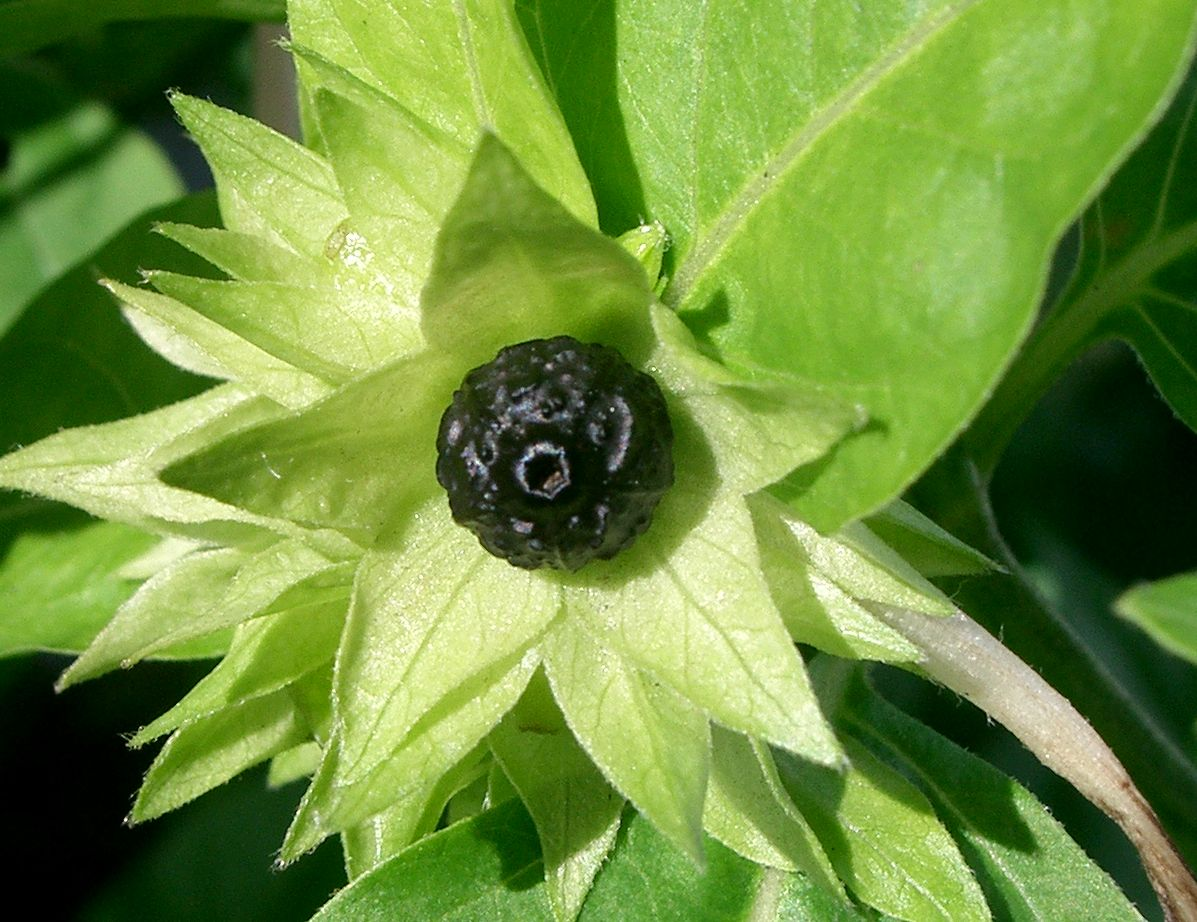
Hạt hoa phấn già.

## Văn hóa
Ở Việt Nam hạt của cây hoa phấn được dùng làm phấn nụ, một mỹ phẩm của các mệ của Huế xưa.
Nhà văn Túy Hồng, gốc Huế cũng có một tác phẩm mang tên Mưa thầm trên bông phấn, nhắc đến loài thực vật này.

## Trongdi truyền học
Trong di truyền học, cây hoa phấn đã được dùng làm sinh vật mô hình trong nghiên cứu phổ biến ở đầu thế kỉ XX, sau khi phát hiện lại các quy luật Mendel. Nhờ các nghiên cứu trên đối tượng này, các nhà khoa học đã phát hiện ra hai kiểu di truyền khác lạ so với chỉ dẫn kinh điển của Mendel mới phát hiện lại trước đó không lâu (vào năm 1900):

### Kiểu di truyền trội không hoàn toàn
- Khi cho lai hai dòng hoa phấn thuần chủng, khác nhau về hai trạng thái đối lập của cùng một tính trạng: dòng có hoa màu đỏ nhạt lai với dòng có hoa trắng, thì đã thu được đời con (F1) có hoa màu hồng nhạt, là màu trung gian giữa hai trạng thái của cây bố và cây mẹ.

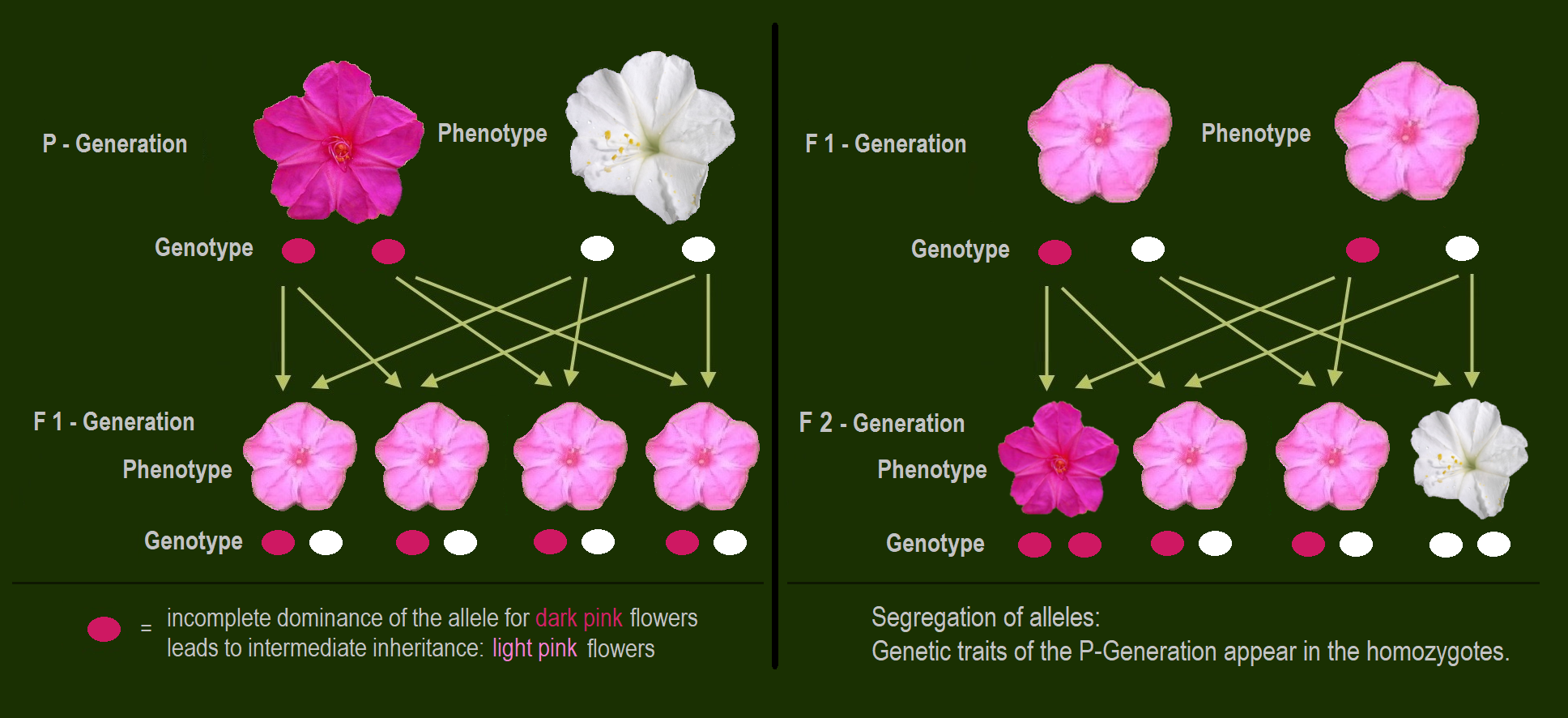
Trội không hoàn toàn: F_{1} có kiểu hình trung gian, F_{2} phân ly 1:2:1.

- Khi cho các cây F1 tự thụ phấn, thì lẽ ra - theo quy luật Mendel - phải sinh ra F1 có kiểu hình 3 trội (đỏ) : 1 lặn (trắng), nhưng kết quả lại là 1 đỏ: 2 hồng: 1 trắng. Đây được coi là một ngoại lệ đối với quy luật tính trội của Mendel, vì trong trường hợp này, các alen quy định màu đỏ (A) và alen quy định màu trắng (a) như có sức biểu hiện ngang bằng với nhau. Mãi sau này, nhờ sự phát triển của Sinh học phân tử, đã xác định được hiện tượng trội không hoàn toàn này là do cả hai alen trội (A) và lặn (a) cùng tạo ra sản phẩm như nhau (xem minh hoạ ở sơ đồ). Tuy nhiên, quy luật I của Mendel về sự đồng tính ở F1 và quy luật II của Mendel (quy luật phân ly) ở thế hệ F2 của các alen vẫn đúng, nghĩa là kiểu di truyền này chỉ bổ sung cho những khám phá của Mendel.

### Kiểu di truyền ngoài nhiễm sắc thể
- Khoảng những năm 1900, Carl Correns đã dùng cây hoa phấn làm sinh vật mô hình trong nghiên cứu của ông và phát hiện ra hiện tượng di truyền theo dòng mẹ, mà sau này gọi là di truyền ngoài nhiễm sắc thể. Ông đã lai hai dòng thuần chủng của cây hoa phấn về tính trạng màu lá: một dòng có lá đốm (loang lổ) với dòng có lá xanh đều (không có vết đốm).
- Kết quả là cứ cây nào được chọn làm mẹ (cây có noãn được nhận hạt phấn) thì các cây con đều giống mẹ, mà không giống bố (cây cho hạt phấn), mặc dù các yếu tố bên ngoài được coi là không ảnh hưởng đến thí nghiệm, không hề tuân theo lý thuyết của Mendel và cũng không vận dụng các quy luật Mendel để giải thích được. Do đó, Correns đề xuất rằng màu lá ở hoa phấn Mirabilis này được di truyền qua tế bào chất, chứ không phải là qua nhiễm sắc thể mang gen.[5][6][7][8]